# Artemisia princeps
Espèce
Artemisia princeps Pamp., dite armoise japonaise, est une espèce de plantes à fleurs de la famille des Asteraceae. Cette armoise asiatique, bien connue au Japon sous le nom de yomogi (ヨモギ), et en Corée sous le nom de ssouk (쑥), est une vigoureuse plante aromatique vivace, facilement envahissante. Les feuilles et les graines sont consommées ou intégrées à diverses préparations traditionnelles, culinaires ou médicinales. En plus d'être insectifuge, la plante sert aussi dans des rituels destinés à éloigner le malheur des maisons et à soigner les troubles psychosomatiques.
Cette espèce ne doit pas être confondue avec sa voisine Artemisia argyi, l'armoise dite « chinoise », ni avec l'armoise commune (Artemisia vulgaris).

## Description

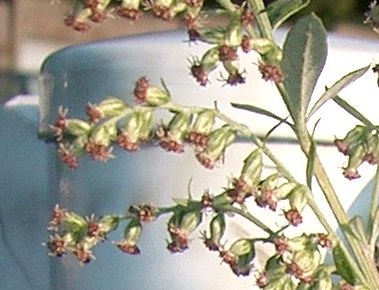
Détail de l'inflorescence dArtemisia princeps.

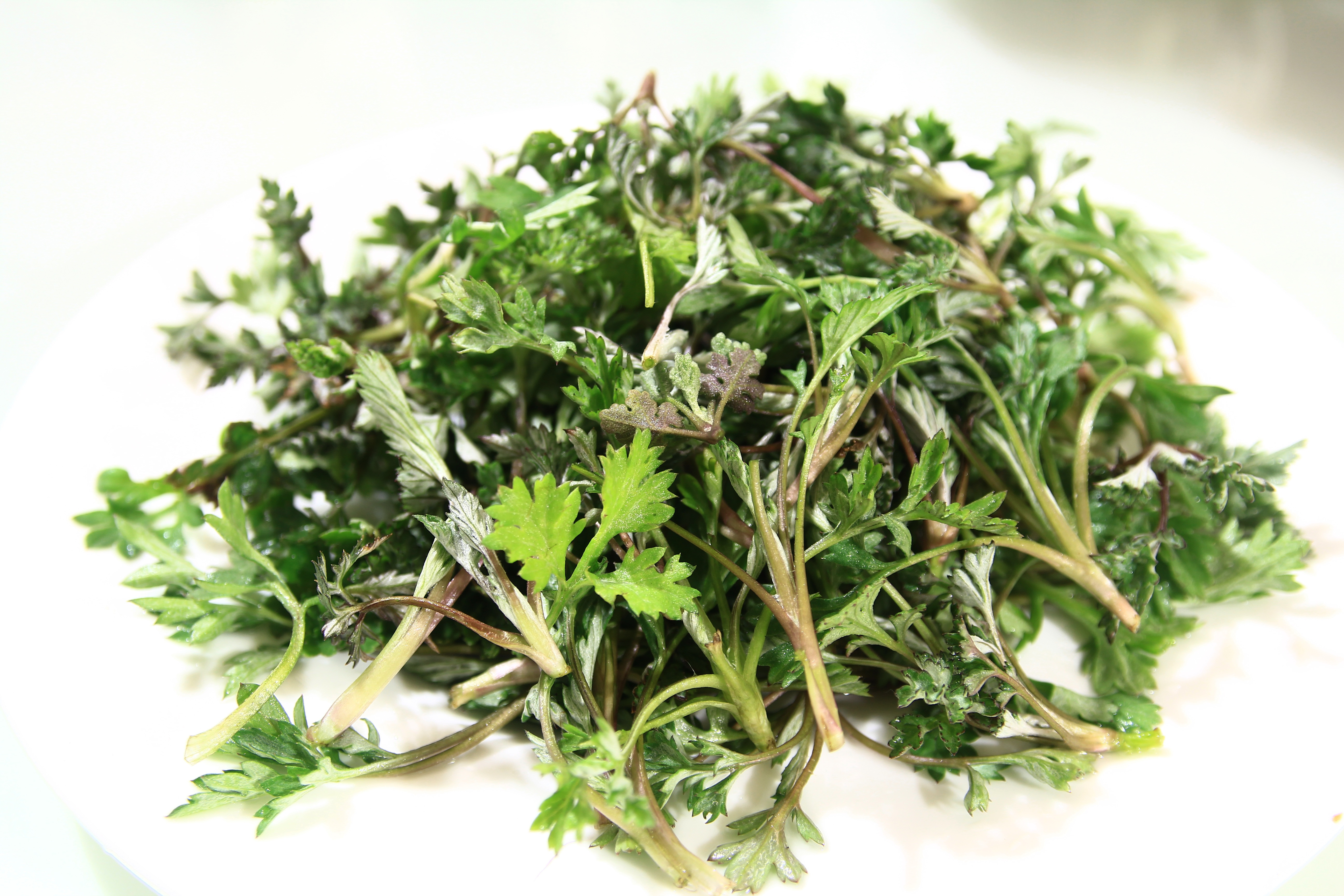
Feuilles cueillies.

Artemisia princeps est une plante vivace, originaire du Japon et de Corée. Elle est commune en Asie du Nord-Est où on la rencontre un peu partout où il y a du soleil, dans les champs ou les terrains vagues et jusqu'au bord des chemins ou des cours d'eau, tant en plaine qu'en altitude, et qui fleurit en septembre-octobre.
C'est une plante vivace à rhizomes, facilement envahissante. À partir de graines ou de stolons souterrains, elle développe des tiges dressées ramifiées, recouvertes d'un duvet fin (tomenteuses), qui peuvent atteindre un mètre de hauteur.
Les feuilles, dont le dessus est vert et le revers couvert également d’un fin duvet gris blanc, sont alternées sur la tige (alternes) et composées d'un nombre impair de minces limbes subdivisés plusieurs fois (imparipennées et pennatiséquées).
L'inflorescence est constituée d'une haute hampe florale, ramifiée en panicules pendantes qui portent des minuscules fleurs brun violacé, groupées en capitules, caractéristiques des Astéracées.

### Composition
Cette armoise contient en plus de la chlorophylle et des fibres, des vitamines A, B1, B2 et C, ainsi que des minéraux, notamment du fer, du calcium et du phosphore. Les feuilles renferment des huiles essentielles qui donnent un parfum printanier à la plante, dont l'eucalyptol.

## Utilisation

### Cuisine

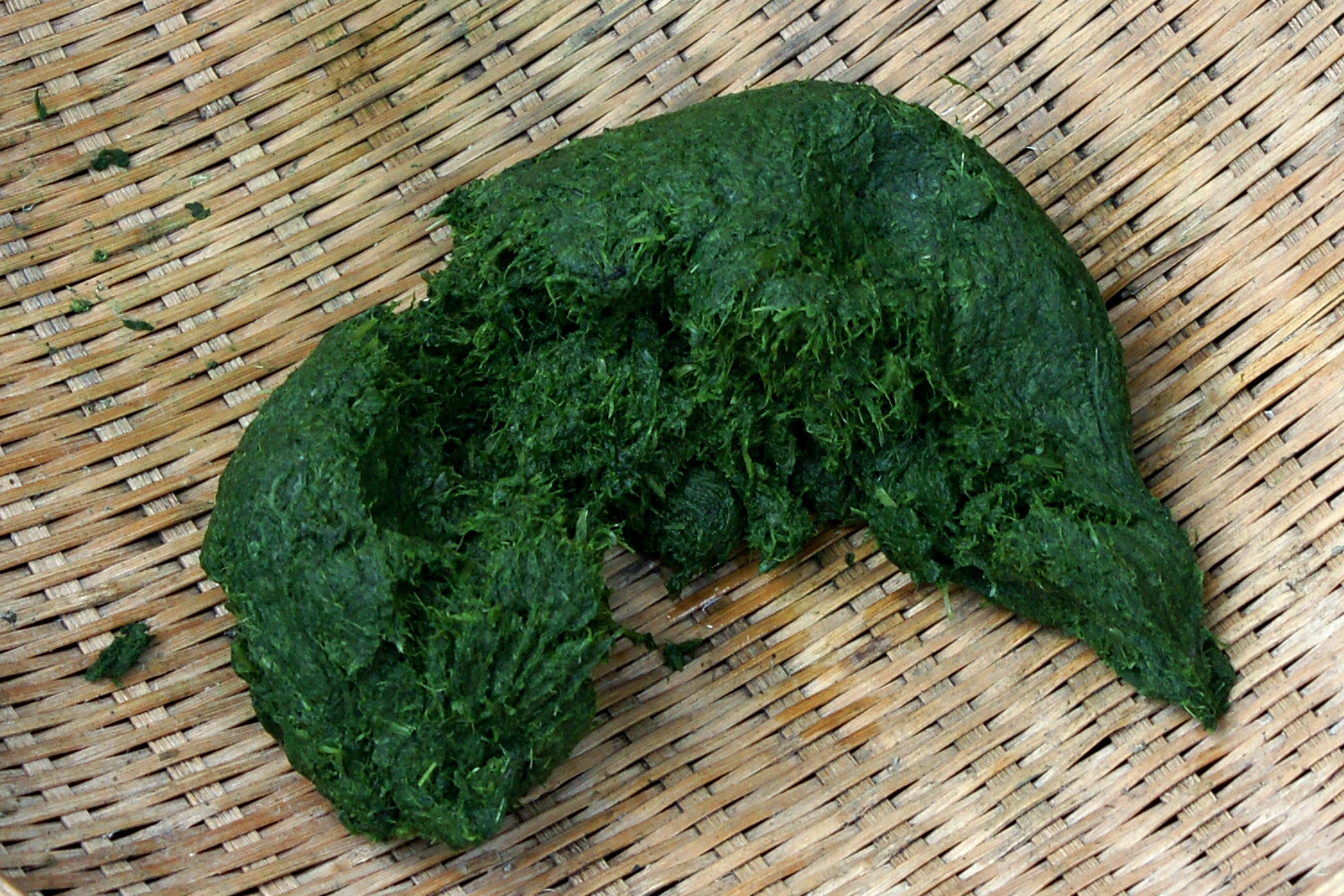
Armoise écrasée pour la préparation du kusamochi en japonais, ssouk tteok (쑥떡) en coréen, gâteau de riz gluant à l'armoise.

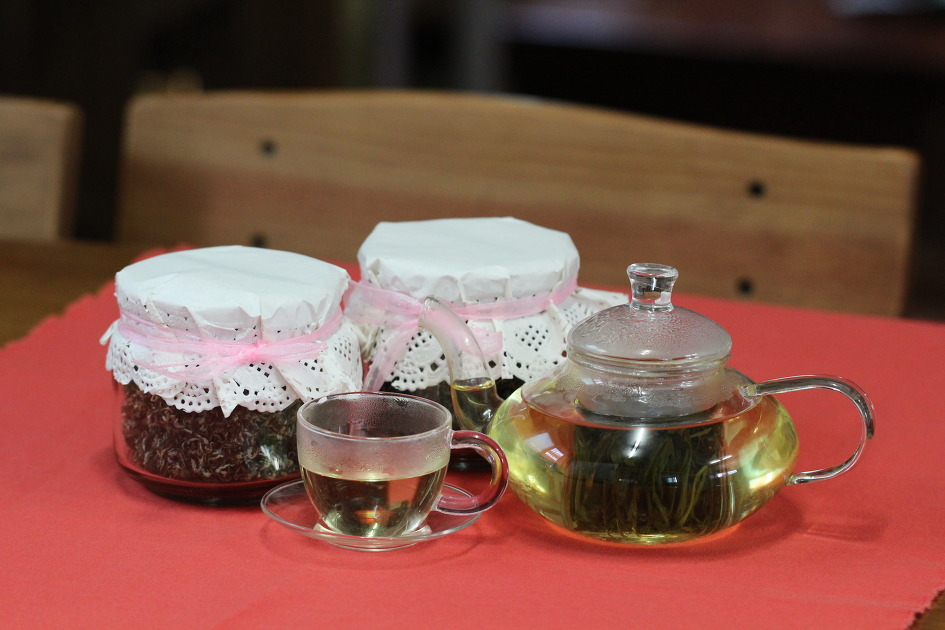
Infusion.

Les feuilles et les graines sont consommées ou intégrées à diverses préparations. C'est l'armoise la plus connue au Japon.
Le kusamochi (ou le ssook tteok) est un mélange à base de riz gluant, aromatisé d'une préparation à base de jeunes pousses de cette armoise, pour former les « boulettes aux herbes ». Il sert aussi à aromatiser le yomogi daifuku. 
Les feuilles de la plante permettent de confectionner des infusions.

### Médecine
En décoction, elle est traditionnellement utilisée en Corée, en Chine et au Japon pour soigner la diarrhée, les inflammations et les problèmes circulatoires, ainsi que pour ses propriétés antibactériennes et bénéfiques pour le foie,. En extrait, dans l'éthanol, Artemisia princeps est même efficace contre des bactéries résistantes aux antibiotiques. 
En acuponcture, c'est un moxa traditionnel, fabriqué à partir de la partie tendre du feuillage, séché puis broyé.
Son huile essentielle est utilisée en cosmétique pour embellir la peau, notamment pour limiter les taches de vieillesse. On retrouve cette plante dans la composition des produits de bain ou de savons. Cette huile essentielle est aussi, selon la concentration utilisée, un répulsif ou un insecticide intéressant en agriculture, pour la conservation des semences. Le simple fait de frotter ou de placer des tiges à proximité peut suffire à se protéger des insectes ou à éloigner les sangsues,.
En 2006, une étude portant sur la pollution des sols a montré que cette armoise a la propriété d'absorber une quantité de cuivre 2 à 3 fois plus importante que d'autres plantes. Ce métal présent dans le sol à proximité des usines ou au bord des routes où elle pousse volontiers est absorbé par les racines et restitué au printemps dans les bourgeons. Ce qui en ferait donc une plante utile en phytothérapie.   
En 2007 une étude de la fumée et les extraits de cette même plante a trouvé un effet sur les cellules impliquées dans le cancer du sein. La même année une incidence positive sur le diabète de type 2 était démontrée chez la souris.
En 2013, les chinois ont analysé le rôle potentiel que peut avoir l'extrait de la sous-espèce Artemisia princeps var. orientalis, un remède traditionnel chinois, comme antioxydant et anti-cancérigène sur les cellules de carcinome hépatocellulaire. En 2008, une autre étude avait montré un effet limitant la prolifération de certaines cellules de neuroblastomes.

## Allergène
Le pollen d'Artemisia princeps est une cause importante d'allergies en fin d'été à Séoul (Corée du Sud), période où il est particulièrement abondant dans l'air de cette ville.

## L'armoise japonaise dans la culture
Cette plante fait partie des traditions ancestrales japonaise. Les kusamochi font partie des offrandes rituelles faites aux esprits et aux ancêtres au moment des équinoxes. 
Cette armoise a la réputation d'éloigner le mauvais sort des maisons. Les Aïnous pensent par exemple que les arômes de la plantes éloignent les démons et la maladie. Contre les troubles psychosomatiques, ils recommandent de se fouetter le corps de la tête aux pieds avec des bouquets de yomogi en criant. Ils utilisent aussi la fumée dégagée par la plante enflammée lors de rituels, de même que tisanes ou décoctions pour éloigner les maladies. Au Népal c'est la plante la plus sacrée, protectrice des maisons nouvellement construites. Les fleurs sont aussi utilisées lors des fêtes rituelles comme Dussehra, un festival Hindou.  

## Classification
L'espèce a été décrite par le botaniste italien Renato Pampanini (1875-1949) en 1930.

### Synonymes
Selon Tropicos (20 septembre 2015) :
- Artemisia montana fo. occidentalis Pamp.
- Artemisia parvula Pamp.
- Artemisia vulgaris fo. nipponica Nakai
- Artemisia vulgaris var. maximowiczii Nakai

Selon The Plant List (20 septembre 2015) :
- Artemisia montana var. nipponica (Nakai) Pamp.
- Artemisia parvula Pamp.
- Artemisia princeps f. princeps
- Artemisia princeps var. princeps
- Artemisia vulgaris f. nipponica Nakai (non résolu)

### Liste des sous-espèces et variétés
Selon Catalogue of Life (20 septembre 2015) :
- variété Artemisia princeps var. princeps

Selon Tropicos (20 septembre 2015) (Attention liste brute contenant possiblement des synonymes) :
- sous-espèce Artemisia princeps subfo. purpurascens Pamp.
- variété Artemisia princeps var. candicans Pamp.
- variété Artemisia princeps var. momiyamae (Kitam.) H. Hara
- variété Artemisia princeps var. orientalis (Pamp.) H. Hara
- variété Artemisia princeps var. typica Pamp.